# Tritonaclia stephania
Tritonaclia stephania är en fjärilsart som beskrevs av Charles Oberthür. Tritonaclia stephania ingår i släktet Tritonaclia och familjen björnspinnare. Inga underarter finns listade i Catalogue of Life.